# Margaretha von Schweden

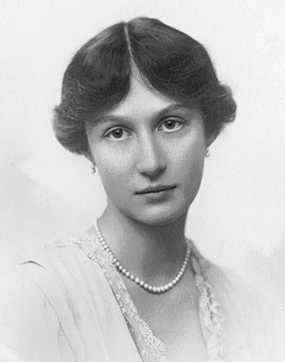
Prinzessin Margaretha 1918

Margaretha Sofia Lovisa Ingeborg von Schweden (* 25. Juni 1899 in der Villa Parkudden, Djurgården, Stockholm; † 4. Januar 1977 in Kongsted bei Faxe, Dänemark) war Prinzessin von Schweden und Norwegen, sowie durch Heirat Prinzessin von Dänemark.

## Leben

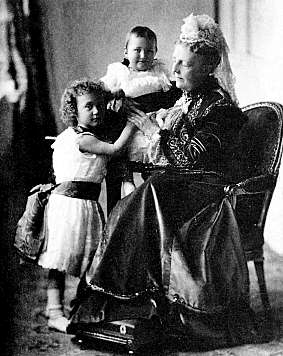
Prinzessin Margaretha mit ihrer Schwester Märtha 1902 bei der Großmutter Königin Sophia

### Herkunft und Kindheit
Prinzessin Margaretha wurde 1899 als ältestes Kind von Prinz Carl von Schweden, Herzog von Västergötland, und Prinzessin Ingeborg von Dänemark in Stockholm geboren. Sie war Mitglied des Hauses Bernadotte und Prinzessin von Schweden und Norwegen (später nur „von Schweden“, da die Personalunion der Königreiche Schweden und Norwegen 1905 aufgelöst wurde).
Margaretha hatte zwei jüngere Schwestern, Märtha und Astrid, sowie einen jüngeren Bruder, Carl. Die Familie lebte in der sog. Byström-Villa in Djurgården in Stockholm und verbrachte die Sommer in der Villa Fridhem in Bråviken in Östergötland.

### Heirat
Am 22. Mai 1919 heiratete Margaretha Prinz Axel von Dänemark, einen Cousin mütterlicherseits, in der Storkyrkan in Stockholm. Prinz Axel war der Sohn von Prinz Waldemar von Dänemark, dem Onkel von Margarethas Mutter, und Marie d’Orléans. Es handelte sich um eine Liebesheirat, Margarethas Mutter bemerkte, dass das Paar so verliebt war, dass man es nicht in einem Raum allein lassen konnte. Der Ehe entstammten zwei Söhne.

### Leben in Dänemark
Margaretha lebte sich gut in Dänemark ein, das sie in ihrer Kindheit und Jugend oft aus familiären Gründen besucht hatte. Sie lebte zurückgezogen und widmete sich ganz ihrer Familie, mit der sie in der Villa Bernstorffshøj in Gentofte lebte. Sie vermied öffentliches Aufsehen und blieb in engem Kontakt mit ihrer Familie, die im Ausland lebte. Zudem interessierte sie sich für gesellschaftliche Probleme und wurde Schirmherrin mehrerer Wohltätigkeitsorganisationen in Dänemark. Unter anderem war sie 22 Jahre Präsidentin des Vereins Gentofte Børnevenner.
1947 war sie Gast bei der Hochzeit der späteren Königin Elisabeth II. und Prinz Philip, Duke of Edinburgh.
Nach dem Tod ihrer Schwester, Königin Astrid von Belgien, 1935 war Margaretha eine große Unterstützung für ihre Nichte und die beiden Neffen in Belgien. Ebenso kümmerte sie sich um die Kinder ihrer anderen Schwester Märtha nach deren Tod 1954. Margaretha war die Patin von Prinzessin Märtha Louise von Norwegen.
Prinz Axel starb 1964. Als Witwe kehrte Margaretha oft nach Schweden zurück, wo sie an der Seite anderer Mitglieder der schwedischen Königsfamilie repräsentative Pflichten wahrnahm, unter anderem bei der Nobelpreisverleihung. Ihr letzter Besuch in Schweden war 1976 zur Hochzeit König Carl Gustafs mit Silvia Sommerlath, zu diesem Zeitpunkt saß sie bereits im Rollstuhl. Ihre Familie nannte sie liebevoll „Tante Ta“.
Prinzessin Margaretha starb 1977 in Kongsted bei Faxe in Dänemark. Sie wurde an der Seite ihres Mannes im Schlossgarten von Bernstorff beigesetzt.

## Ehe und Nachkommen

Allianzwappen Prinzessin Margarethas und Prinz Axels

Aus ihrer Ehe mit Prinz Axel von Dänemark hatte Margaretha zwei Söhne:
- Prinz Georg Valdemar Carl Axel von Dänemark (* 16. April 1920; † 20. September 1986); ⚭ Anne Ferelith Fenella Bowes-Lyon, Nichte von Queen Mum
- Prinz Flemming Valdemar Carl Axel (* 3. März 1922; † 19. Juni 2002); ⚭ Alice Ruth Nielson

## Titel und Ehrungen

### Titulatur
- 25. Juni 1899 – 7. Juni 1905: Ihre Königliche Hoheit Prinzessin Margaretha von Schweden und Norwegen
- 7. Juni 1905 – 22. Mai 1919: Ihre Königliche Hoheit Prinzessin Margaretha von Schweden
- 22. Mai 1919 – 4. Januar 1977: Ihre Königliche Hoheit Prinzessin Axel von Dänemark

### Ehrungen

#### Dänemark
Mitglied des Elefanten-Ordens

#### Schweden
Mitglied des Seraphinenordens